# Olenecamptus formosanus
Olenecamptus formosanus là một loài bọ cánh cứng trong họ Cerambycidae.